# Jhoan Sánchez
Jhoan Ernesto Sánchez Morel (ur. 17 stycznia 1989) – dominikański piłkarz występujący na pozycji pomocnika, obecnie zawodnik Jarabacoi.

## Kariera klubowa
Sánchez rozpoczynał piłkarską karierę w zespole Jarabacoa FC.

## Kariera reprezentacyjna
W reprezentacji Dominikany Sánchez zadebiutował 28 lipca 2006 w wygranym 2:0 spotkaniu z Kajmanami w ramach eliminacji do Mistrzostw Świata U–20 2007. Wystąpił w jednym meczu w kwalifikacjach do Mistrzostw Świata 2010, jednak jego drużyna nie zdołała awansować na mundial. Wziął także udział w kwalifikacjach do Mistrzostw Świata 2014, wpisał się na listę strzelców 10 lipca 2011 w wygranej 4:0 konfrontacji z Anguillą i był to zarazem jego pierwszy gol w kadrze narodowej. Dominikańczycy ponownie nie zdołali się jednak zakwalifikować na światowy czempionat.